# Pseudanapis wilsoni
Espèce
Pseudanapis wilsoni est une espèce d'araignées aranéomorphes de la famille des Anapidae.

## Distribution
Cette espèce est endémique de la province de Morobe en Papouasie-Nouvelle-Guinée,. Elle se rencontre dans la péninsule de Huon.

## Description
La carapace du mâle holotype mesure 0,33 mm de long sur 0,29 mm et l'abdomen 0,52 mm de long sur 0,46 mm et la carapace de la femelle paratype mesure 0,33 mm de long sur 0,32 mm et l'abdomen 0,52 mm de long sur 0,56 mm.

## Étymologie
Cette espèce est nommée en l'honneur d'Edward Osborne Wilson.

## Publication originale
- Forster, 1959 : The spiders of the family Symphytognathidae. Transactions of the Royal Society of New Zealand, vol. 86, p. 269-329 (texte intégral).